# MechWarrior 5: Mercenaries
MechWarrior 5: Mercenaries — компьютерная игра по вселенной BattleTech, выпущенная компанией Piranha Games в 2019 году. Игра входит в серию Mechwarrior. Первая игра в серии с однопользовательским режимом игры, после MechAssault 2002 года. MechWarrior 5 получила смешанные отзывы от критиков.

## Сюжет
Сюжет игры разворачивается в вымышленной вселенной BattleTech. Игроку предстоит взять на себя командование небольшим подразделением наёмников во время Третей Наследной Войны (англ. Third Succession War). Игровая кампания длится с 3015 до 3049 года. Выполняя миссии фракций, присутствующих в текущем временном периоде, игрок будет развивать и укреплять свой отряд, приобретая новые боевые машины, оборудования, нанимая пилотов. Также в игре присутствует сюжетная линия.
Игрок выступает в роли единственного сына и наследника Николая Мэйсона, который является командиром небольшого отряда наёмников «Всадники Ника» (англ. Nik’s Cavaliers). Действие начинается на планете Де Берри (англ. De Berry) в пространстве Федерации Солнц в 3015 году. Персонаж игрока получает в распоряжение боевой мех «Центурион» и проходит обучение по управлению боевой машины под началом отца, который пилотирует штурмовой Боевой Мех «Виктор». Однако миссия прерывается вторжением неизвестного отряда Боевых Мехов, лидер таинственного противника требует от Николая некую информацию, но получив отказ нападает на Мэйсонов. Отец остаётся прикрыть отступление сына и погибает в неравном бою. Младший Мэйсон успевает добраться до базы и эвакуироваться на десантном корабле (англ. dropship) типа «Леопард». С этого момента игрок становится командиром отряда.

## Игровой процесс
Игра является симулятором меха как и предыдущие игры серии MechWarrior. Игрок управляет боевым роботом (мехом) и отдаёт команды напарникам, которых может быть несколько. Помимо 21 сюжетной миссии игрок может заключать контракты, которые предоставляются пятью фракциями: Федерацией Солнц, Синдикатом Дракона, Лиранским Альянсом, Конфедерацией Капеллана, Лигой Свободных Миров. Контракты подразумевают выполнение боевых миссий разного рода: «убийство»: необходимо уничтожить определённого меха; «защита»: необходимо оборонять небольшую территорию; «разрушение»: необходимо уничтожить определённые объекты (обычно здания); «рейд»: необходимо уничтожить цель, выжить и эвакуироваться; «зона боевых действий»: нужно сдерживать натиск противника, враг наступает волнами. Выполняя контракты игрок зарабатывает деньги, повышает известность и репутацию. Известность с репутацией влияют на условия соглашения с нанимателем и прямую выгоду. Помимо участия в боевых миссиях игрок вместе со своим отрядом должен развивать и своё наёмническое предприятие. Выражается это в обслуживании мехов — их починке и снаряжении, а так же приобретении новых боевых машин, оборудования и найме пилотов.
Многопользовательский режим
Позволяет проходить игру совместно с несколькими игроками, до 4-х человек в сумме. Совместное прохождение доступно с пятой сюжетной миссии. До этого игрок не сможет создать кооперативную игровую сессию. Игроки, присоединившиеся к игре, не могут выполнять функции командира: совершать перелёты, торговать и тому подобные, им доступен выбор мехи в ангаре и участие в боевой миссии.
Также для совместного прохождения доступны разовые миссии-сценарии, которые создаются вне зависимости от основной игровой кампании.

## Разработка

### Дополнения
- Heroes of the Inner Sphere вышло 26 мая 2021 года[источник не указан 786 дней].
- Legend of the Kestrel Lancers вышло вместе с обновлением Melee 23 сентября 2021 года[1]. Добавляет в игру новые сюжетную кампанию, биомы и мехи. Дополнение позволяет игроку избежать гринда на ранней стадии игры[4]. Дополнение было получило «в основном положительные отзывы», согласно Metacritic, где оно собрало 76 баллов из 100[5].
- Rise of Rasalhague анонсировано 29 ноября 2022 года, вышло 26 января 2023 года[6].

## Отзывы
| Сводный рейтинг       | Сводный рейтинг                     |
| Агрегатор             | Оценка                              |
| --------------------- | ----------------------------------- |
| Metacritic            | ПК: 73/100 PS5: 71/100 XSXS: 74/100 |
| Иноязычные издания    |                                     |
| Издание               | Оценка                              |
| Destructoid           | 8/10                                |
| GameRevolution        | [ 11 ]                              |
| IGN                   | 8,1/10                              |
| PC Gamer (US)         | 80/100                              |
| Русскоязычные издания |                                     |
| Издание               | Оценка                              |
| StopGame.ru           | «Проходняк»                         |
| ITC.ua                | [ 15 ]                              |

MechWarrior 5 получила «смешанные отзывы», согласно Metacritic. Михаил Казачкин из iXBT.games пишет, что игра не доставляет удовольствия, критикуя игру за всё: графику, звук, музыку, ИИ, сложность, игровой процесс, задания, сюжет.

## Продолжение
Один из разработчиков из Piranha Games на подкасте No Guts No Galaxy рассказал, что студия разрабатывает продолжение и что оно выйдет примерно в 2024 году.